# Râul Tărâia
{{Infocaseta Râu
| tip-curs = Râul
| nume-râu = Tărâia (Olteț)
| cod-râu = VIII.1.173
| mărimeimagine = 
| nume-emisar = Olteț
| tip-zone = Județe
| lista-zone = Gorj, 
 Vâlcea
| localizare = România
| afl-stânga = Valea Verde, 
 Porcu
| afl-dreapta = Valea Seacă
| local-traversate = Polovragi ,Mateești,Berbești,Tg Gângulești și satul Coltești din com Alunu unde se varsă în râul Olteț

Râul Tărâia este un afluent al râului Olteț, afluent al Oltului din România.